# میرآدینه
میرآدینه مرکز ولسوالی مالستان در ولایت غزنی افغانستان است.